# Регистан (поезд)
«Регистан» (узб. «Registón») — фирменный скорый поезд, курсирующий по маршруту Ташкент — Самарканд и Самарканд — Ташкент три раза в неделю. Назван в честь знаменитой площади — Регистан в Самарканде.

## История
В конце XX столетия, Самарканд, как город с многовековой историей и культурным наследием, стал притягивать всё больше и больше туристов из разных уголков мира, но поезда курсирующие по направлению от Ташкента перестали соответствовать европейским стандартам комфорта и эргономики, что послужило к созданию нового, комфортабельного поезда с улучшенной эргономикой и в соответствии с европейским стандартам. Поезд получил название «Регистан», состоящий из 6 вагонов — 3 вагонов экономкласса, 2 вагонов бизнес-класса и 1 вагона-ресторана с баром и буфетом. Первый рейс состоялся 20 мая 2003 года.

## Технические характеристики вагона
Вагон пассажирский купейный с креслами для сидения мод. 61-4170 предназначен для перевозки пассажиров по магистральным путям МПС колеи 1520 мм со скоростью движения 200 км/ч. Конструкция вагона в полной мере отвечает требованиям санитарных норм по освещенности, эргономике, микроклимату, шуму и вибрациям, требованиям пожарной безопасности.
Герметичность и повышение обтекаемости конструкции обеспечивает снижение воздушного сопротивления при движении с высокими скоростями в составе однотипных вагонов.
Боковые стены и пол выполнены из листов нержавеющей стали, что позволило снизить массу тары кузова и увеличить срок его службы без ремонтно-восстановительных работ.
Установка кондиционирования воздуха с турбокомпрессором (2400 об/мин) обеспечивает с помощью микропроцессорного устройства в тёплый период времени года автоматическое регулирование температуры воздуха в вагоне в пределах 24 °С.
Новая конструкция окон, применение новой теплоизоляции обеспечивает получение более высокого уровня звукопоглощения и позволяет снизить коэффициент теплопередачи, что в свою очередь предполагает экономию электроэнергии и повышение комфортности.
Экологически чистые замкнутые туалетные системы (вакуумно-нагнетательного типа с баком накопителем), бесперебойно функционирующие, позволяют пользоваться ими при движении (и в пригородных зонах) и на стоянках.
Максимальная скорость, которую развивает поезд, составляет 160 км/ч.